# Wasilkawa
Wasilkawa (biał. Васількава; ros. Васильково, Wasilkowo; hist: pol. Łapciewicze; biał. Лапцевічы, Łapciewiczy; ros. Лаптевичи, Łaptiewiczi) – wieś na Białorusi, w obwodzie mińskim, w rejonie dzierżyńskim, w sielsowiecie Stańków.

## Historia
W XIX i w początkach XX w. Łapciewicze położone były w Rosji, w guberni mińskiej, w powiecie mińskim.
Po I wojnie światowej pod administracją polską, w Zarządzie Cywilnym Ziem Wschodnich, w okręgu mińskim, w powiecie mińskim.
W wyniku postanowień traktatu ryskiego znalazły się w granicach Związku Sowieckiego. W latach 1932–1937 w Polskim Rejonie Narodowym im. Feliksa Dzierżyńskiego. Od 1991 w niepodległej Białorusi.